# Фархад и Ширин (Самед Вургун)
«Фархад и Ширин» (азерб. «Fərhad və Şirin») — третья пьеса азербайджанского поэта Самеда Вургуна, написанная в 1941 году. Пьеса написана по мотивам поэмы классика персидской поэзии Низами Гянджеви «Хосров и Ширин». Эта пьеса считалась одной из лучших образцов поэтического воплощения традиций Низами в советской литературе.

## Анализ произведения
Самед Вургун всесторонне изучил творчество Низами Гянджеви и воплотил тему его поэмы в своей пьесе. По словам искусствоведа Габиба Бабаева, если у Низами в своих действиях и поступках Ширин последовательна и постоянна, полюбила Хосрова и верна своей любви до конца, то у Вургуна Ширин любит не только Хосрова, но и Фархада. Она убивает себя над трупом Фархада, ставшего жертвой ложного известия о смерти любимой.
В отличие от поэмы Низами, где показана облагораживающая сила любви Хосрова к Ширин, у Самеда Вургуна страсть Хосрова к Ширин — недобрая и хищническая. В отличие от Низами, у Вургуна, как отмечает Бабаев, Фархад и Хосров не соперники, а враги. В отличие от традиций классической литературы Востока, в которой женщина изображалась только как объект любви, в пьесе Самеда Вургуна Ширин показана более активной, волевой и самостоятельной. Такую трактовку образа армянский советский литературовед и критик Аршалуис Аршаруни считает исторически оправданной. По его словам, «в век Низами, в эпоху восточного ренессанса, женщина действительно обладала самостоятельностью».
Самед Вургун ввёл в пьесу и ряд новых действующих лиц, которых нет в поэме Низами. Среди них — Азер-баба, отец Фархада, выразитель народной мудрости.